# Artem Sukhotskyi
Artem Sukhotskyi (Nizhyn, Ucrania; 6 de diciembre de 1992) es un futbolista ucraniano que juega de defensa.

## Trayectoria
Comenzó su carrera en el Dinamo de Kiev, se mantuvo en el equipo hasta 2012 sin haber conseguido jugar ningún partido, su segundo club fue el Illichivets Mariupol, firmó un contrato por varios años pero solo se mantuvo hasta 2013, cuando acabó firmando un contrato de tres años con el F. C. Oleksandria, donde llegó a jugar un total de 68 partidos y anotando 4 goles.
En 2016 abandonó el Oleksandriya para marcharse al FC Zarya Lugansk donde se mantuvo dos temporadas jugando en Liga Europa de la UEFA. Al abrirse el mercado de fichajes de 2018, se marchó al Slovan Bratislava y en 2020 se marchó cedido al Dinamo Minsk de Bielorrusia.

## Clubes
| Club                    | País        | Año       |
| ----------------------- | ----------- | --------- |
| Dinamo de Kiev          | Ucrania     | 2009-2012 |
| Illichivets Mariupol    | Ucrania     | 2012-2013 |
| F. C. Oleksandria       | Ucrania     | 2013-2016 |
| F. C. Zarya Lugansk     | Ucrania     | 2016-2018 |
| Š. K. Slovan Bratislava | Eslovaquia  | 2018-2021 |
| Dinamo Minsk (cedido)   | Bielorrusia | 2020      |
| F. C. Desna Chernígov   | Ucrania     | 2021      |

## Palmarés

### Títulos nacionales
| Título                  | Club                    | País       | Año  |
| ----------------------- | ----------------------- | ---------- | ---- |
| Copa de Eslovaquia      | Š. K. Slovan Bratislava | Eslovaquia | 2018 |
| Superliga de Eslovaquia | Š. K. Slovan Bratislava | Eslovaquia | 2019 |